# Mats Eriksson (politiker)
Mats Eriksson, född 18 november 1959 i Varberg, är en svensk moderat politiker. 
Han har bland annat varit verksam som kommun-, landstings- och regionpolitiker i Halland, först i hemkommunen Varberg. År 1994 blev han invald i landstingsfullmäktige i dåvarande Landstinget Halland, numera Region Halland. År 1999 blev han ledamot av landstingsstyrelsen, vars ordförande han var mellan 2003 och 2010. I samband med att landstinget ombildades till Region Halland, år 2011, blev han ordförande i hälso- och sjukvårdsstyrelsen. Fyra år senare blev han ordförande i regionstyrelsen.
Mellan 2011 och 2015 var han ordförande i sjukvårdsdelegationen i dåvarande Sveriges Kommuner och Landsting (nuvarande Sveriges Kommuner och Regioner). Då var han även adjungerad i SKL:s styrelse. Därefter var han vice ordförande för sjukvårdsberedningen.
År 2014 rankade tidningen Dagens Medicin honom som den näst mäktigaste personen inom svensk sjukvård.
Sedan han lämnat sina politiska förtroendeuppdrag i Region Halland och SKL knöts han år 2018 till PR-byrån Reformklubben.
Innan han blev heltidspolitiker var Mats Eriksson chef för Medborgarskolan i Varberg.